# Basketballklubben BMS
Basketballklubben BMS ist ein Basketballverein aus dem Großraum Kopenhagen in Dänemark. Die Abkürzung BMS steht für die drei Orte Ballerup, Måløv und Skovlunde. Seit 2014 besteht unter dem Namen BMS Herlev eine Zusammenarbeit mit dem Herlev Basketball Klub.

## Geschichte
Der Verein wurde am 1. Mai 1972 gegründet. In der Saison 1977/78 erreichte die Herrenmannschaft als Zweitligist erstmals das Endspiel im dänischen Pokalwettbewerb, verlor dort aber gegen den Falcon Basketball Klub. Anschließend war BMS in der Saison 1978/79 Teilnehmer des Europapokals der Pokalsieger, in dem im November 1978 das Aus in der ersten Runde gegen IFK Helsingborg aus Schweden erfolgte. 1981 wurde man erstmals dänischer Pokalsieger, danach trat die BMS-Herrenmannschaft in der Saison 1981/82 wieder im Europapokal der Pokalsieger an: Angeführt von Nationalspieler Ole Vincents und dem US-Amerikaner Otis Loyd wurde in der ersten Runde der norwegische Vertreter Sandvika BBK besiegt. Im Achtelfinale hieß der Gegner Real Madrid. Das Hinspiel, das vor 2600 Zuschauern in der KB-Halle ausgetragen wurde, verlor die von Trainer Lars Bo Ryefeldt betreute BMS-Mannschaft mit 84:135. Das Rückspiel in der spanischen Hauptstadt endete ebenfalls mit einer hohen Niederlage (65:132).
1982 gewann BMS bei den Frauen und bei den Männern den dänischen Pokalwettbewerb. Die Männer wurden im selben Jahr auch erstmals dänischer Meister und standen in der Saison 1982/83 unter der Leitung von Trainer Steen K. Poulsen im Europapokal der Landesmeister in der ersten Runde gegen ZSKA Moskau auf verlorenem Posten (67:114 und 73:124). Die BMS-Damen nahmen 1982/83 am Europapokal der Pokalsieger teil, in dem Wettbewerb schieden sie in der ersten Runde gegen Stade Francais aus Frankreich aus.
In der Saison 1983/84 traten die BMS-Herren im Europapokal der Pokalsieger an, kamen aber nicht über die erste Runde hinaus (81:102 und 88:111 gegen Cibona Zagreb). In der zweiten Hälfte der 1980er Jahre war BMS im dänischen Männerbasketball der bestimmende Verein und errang fünf Meistertitel in Folge. Von 1987 bis 1990 war der US-Amerikaner Ed Visscher Trainer der Mannschaft. In der Saison 1988/89 trat BMS wieder im Europapokal an, im Landesmeisterwettbewerb schied man in der ersten Runde gegen Sunair Oostende aus Belgien aus: Das Hinspiel wurde 86:97 und das Rückspiel 86:94 verloren. Bei der abermaligen Teilnahme am Europapokal der Landesmeister im Spieljahr 1989/90 kamen die BMS-Männer mit Ken Smith, Henrik Norre Nielsen und Flemming Kjær erneut nicht über die erste Runde hinaus (Ausscheiden gegen MIM Livingston aus Schottland).
Mehrmals bildete BMS im Spitzenbereich Spielgemeinschaften mit anderen Vereinen. Ab 1998 gab es eine Zusammenarbeit mit dem Herlev Basketball Klub. Der Gewinn der dänischen Meisterschaft der Frauen im Jahr 2002 erfolgte als Herlev/BMS. Der Titelgewinn 2021 gelang unter dem Namen BMS Herlev ebenfalls in einer erneuerten Zusammenarbeit mit dem Nachbarverein.
Im männlichen Spitzenbereich tat sich BMS im Laufe der Vereinsgeschichte ebenfalls mit Vereinen zusammen: Die BMS-Herren wurden 1980 in einer Spielgemeinschaft mit Skovbakken Dritter der dänischen Meisterschaft. Auch die in den Spieljahren 1982/83 und 1983/84 gemeinsam mit dem Falcon Basketball Klub gebildete Mannschaft gewann Bronze bei der Landesmeisterschaft (1983 und 1984). In der Saison 1984/85 gingen die BMS-Männer gemeinsam mit Glostrup ins Rennen und wurden erneut Meisterschaftsdritter. Wie im Frauenbereich arbeitete man auch bei den Männern ab 1998 mit dem Herlev Basketball Klub zusammen.
Im Sommer 2002 gründete BMS zusammen mit den Vereinen Alba, Farum, Herlev, Skjold Birkerød und Værløse das Projekt BF Copenhagen (BFC), das im weiblichen und männlichen Spitzenbereich vertreten war. Sowohl die BFC-Frauen als auch die Männer gewannen 2003 die dänische Meisterschaft. Die Männer traten in der Saison 2002/03 im FIBA Europe Champions Cup und die Frauen im FIBA Europe Cup an. Das Projekt BF Copenhagen ging schnell zu Ende, es war im Oktober 2003 zahlungsunfähig.
Mit dem Auftakt der Saison 2014/15 begann BMS erneut eine Zusammenarbeit mit dem Nachbarverein Herlev Basketball Klub. Die gemeinsamen Nachwuchsmannschaften wurden dadurch unter dem Namen BMS Herlev zum Wettkampfbetrieb gemeldet. Im männlichen Spitzenbereich gründete der Verein zusammen mit Glostrup IC und Falcon die Mannschaft Copenhagen Wolfpack, die dank Falcons Teilnahmeberechtigung in der Saison 2014/15 in der höchsten dänischen Spielklasse (Basketligaen) antrat. Zum Aufgebot gehörte auch Gabriel Lundberg, der Jahre später zu einem europäischen Spitzenspieler reifte. 2015 zog sich Falcon aus der Zusammenarbeit zurück, dadurch verlor die Mannschaft ihre Basketligaen-Teilnahmeberechtigung, wurde in Wolfpack Basket umgetauft und musste in der zweiten Liga weitermachen. Später wurde der Name der Mannschaft in BMS Herlev Wolfpack geändert. Mit Beginn der Saison 2021/22 wurden der Name und das Wappen der Amateurabteilung von BMS Herlev sowie der Profimannschaft angeglichen, nachdem Amateur- und Profibereich in einen Zuständigkeitsbereich zusammengeführt worden waren.

### Erfolge
- Dänischer Meister (Frauen) 2002 (als Herlev/BMS), 2021[11]
- Zweiter Platz dänische Meisterschaft (Frauen) 1983
- Dänischer Pokalsieger (Frauen) 1982, 1984, 2001 (als Herlev/BMS)
- Dänischer Meister (Männer) 1982, 1986, 1987, 1988, 1989, 1990[6]
- Zweiter Platz dänische Meisterschaft (Männer) 1981
- Dänischer Pokalsieger (Männer) 1983, 1985, 1988, 1992
- 43 Dänische Jugendmeistertitel (teils gemeinsam mit Herlev)[17]
- 39 Turniersiege bei Lundaspelen (teils gemeinsam mit Herlev)[18]

## Bekannte ehemalige Spielerinnen
- Mette Homann
- Jennifer Kerns
- Anda Nedovic
- Mette Terkelsen
- Ayana D'Nay Walker

## Bekannte ehemalige Spieler
- Chanan Colman
- Flemming Kjær
- Johnny Kjær
- Jonas Langvad
- Otis Loyd
- Gabriel Lundberg
- Adrian Moss
- Henrik Nerup
- Henrik Norre Nielsen
- Ebbe Salling
- Ken Smith
- Ole Vincents
- Noam Yaacov